# 婆罗洲反日同盟会
婆罗洲反日同盟会，简称为“婆罗洲反日同盟”或“婆盟会”。是一个位于婆罗洲地区的抗日组织，该组织最早成立于1942年，其前身为西婆罗洲反日同盟会和北婆罗洲反日同盟会。该组织主要活跃地区为北婆罗洲，砂拉越，西加里曼丹。

## 历史背景
1941年12月24日，日军进攻古晋。英军指挥官的旁遮普军团，和拉惹部队在短暂的抵抗后，最终在日军强劲的火力攻击下溃不成军，部分守军选择边走边战，途径新尧湾，往石隆门逃窜。

### 组织初期
1942年，在日军全面占领婆罗洲后。伍禅，陈绍唐、李树芬、巫干铭、陈仕民、房若汉、林立信、杨展谋、何和珉、杨汉光，杨展容等联合组织“北婆罗洲反日同盟会”，伍禅作为该组织的领导人。
而根据北婆反日同盟领袖伍禅的原意，原设想筹组抗日游击队，另外也有一些家园被日军攻陷的爱国青年报名参加，随时准备上阵和日军交战，因此伍禅便联系和他一起联办的《砂劳越日报》的主编施耐冰，以征求他对成立游击队的意见外，还希望他能负责训练和率领这支抗日军。而该设想最终以施耐冰的反对而告终。

### 后期
太平洋战争末期曾组织刺杀日本军官未遂。而在1945年日本宣布无条件投降后，婆盟会宣告解散。而在解散后的原婆盟会成员选择改组“古晋中华公会”，而在后期再次改组“左翼华侨青年团”。

## 西婆罗洲反日同盟会
而西盟會則是另外一個位於砂印地区的抗日組織，其組織則是以砂拉越和印尼华人为主。而另外则有少部分砂拉越土著和印尼人，活動地區位於今天的馬印邊境。其組織主要搜集日本軍火以备与日军交战。